# Adalbero von Bremen
Adalbero von Bremen, auch Adalbert II., († 25. August 1148) war von 1123 bis 1148 Erzbischof von Bremen und Hamburg.

## Biografie
Adalbero stammte wahrscheinlich aus einheimischem Geschlecht. Er war schon unter Erzbischof Liemar ein Kanoniker in Bremen. Vom Domkapitel Bremen gewählt, erhielt er von Kaiser Heinrich V. die Regalien und von Papst Kalixt II. das Pallium.
Bei beiden fand Adalbero Unterstützung für eines seiner Hauptanliegen, der Beibehaltung der Metropolitangewalt Bremens über Skandinavien. Er reiste immer wieder nach Rom, um das Primat über die skandinavischen Länder aufrechtzuerhalten. Dieses wurde ihm auch wiederholt bestätigt, er konnte aber die Entwicklung des Erzbistums Lund zu einem eigenständigen Erzbistum mit der Zuständigkeit für ganz Skandinavien nicht aufhalten. Erfolge zeigten sich allerdings bei der Slawenmission. Er übertrug sie Vizelin, der aber durch den Wendenkreuzzug 1147, an dem auch Adalbero teilnahm, einen schweren Rückschlag hinnehmen musste.
Das größte Lehen, welches das Erzstift Hamburg-Bremen zu vergeben hatte, war die Grafschaft Stade, deren Gerechtigkeiten über das ganze Gebiet der Diözese verstreut waren. Belehnt waren mit der Grafschaft Stade die Udonen, die zu dieser Zeit gleichzeitig Markgrafen der Nordmark waren. Deshalb hatten sie seit ca. 1095 die Verwaltung der Grafschaft Stade ihrem Ministerialen Friedrich von Stade überlassen, der später mit Unterstützung des Herzogs und späteren Königs bzw. Kaisers Lothar von Süpplingenburg eine eigenständige Herrschaft unter Verdrängung der Udonen anstrebte. Nach einer Überlieferung des 13. Jahrhunderts wurde Friedrich von Stade dadurch reich, dass er drei skandinavische Bischöfe auf dem Weg nach Rom erschlug und ihnen ihr Hab und Gut abnahm. Vielleicht handelte es sich hierbei um die Erinnerung an eine Tat, mit der er die Bemühungen Adalberos um das nordische Primat unterstützte. Jedenfalls erkaufte sich Friedrich von Stade beim König seine Freilassung und wurde von Adalbero entweder nach dem Tode des Udonen Rudolf I. 1124 oder nach dem Tod des Udonen Heinrich II. 1128 mit der Grafschaft Stade selbst belehnt.
Nach dem Tod des Grafen Friedrich von Stade († 1135) übernahmen die Udonen wieder die Herrschaft über die Grafschaft Stade. Nachdem der letzte weltliche Udone Rudolf II. († 1144) in Dithmarschen erschlagen worden war, ließ sich sein Bruder Hartwig I. von Stade, zunächst Domherr in Magdeburg, dann Dompropst in Bremen und schließlich Nachfolger Adalberos, durch diesen mit der Grafschaft Stade belehnen. Dafür versprach er der Bremer Kirche sein Allodialgut im Gebiet der Erzdiözese.
Beides rief heftige Proteste seitens Heinrich des Löwen hervor, der die Grafschaft und das Erbgut der Udonen teils aufgrund einer Anwartschaft, teils nach Erbrecht für sich beanspruchte. Adalbero und das Erzbistum Bremen hatten in den folgenden Jahren immer wieder unter Übergriffen Heinrich des Löwen zu leiden.
1147 nahm Adalbero am Wendenkreuzzug teil.